# زبیگنیف لشنی
زبیگنیف لِـشِنی (لهستانی: Zbigniew Lesień ‏ تلفظ لهستانی: [ˈzbiɡɲɛf]؛ زادهٔ ۸ فوریه ۱۹۴۷) بازیگر اهل لهستان است. وی پدر بازیگر لهستانی میخاوْ لِشِنی است و بابت خدمات فرهنگی-هنری‌اش برندهٔ صلیب برنزی شایستگی لهستان شده است.
از فیلم‌ها یا مجموعه‌های تلویزیونی که وی در آن‌ها نقش داشته است، می‌توان به قماری بالاتر از زندگی، چگونه جنگ جهانی دوم را آغاز کردم، زخم، داگنی، جهان به روایت خانواده کیپسکی، در خوشی و سختی، موج جرم و جنایت، عشق اول، ورای تخت جراحی، تازه‌کار، پدر متیو، قانون حقیقی، کمیسر آلکس، کلبه جنگلی و طایفه اشاره نمود.
وی صداپیشه شخصیت دکتر اختاپوس در دوبلهٔ لهستانی مرد عنکبوتی: راهی به خانه نیست بود.